# 데이비드 W. 하퍼

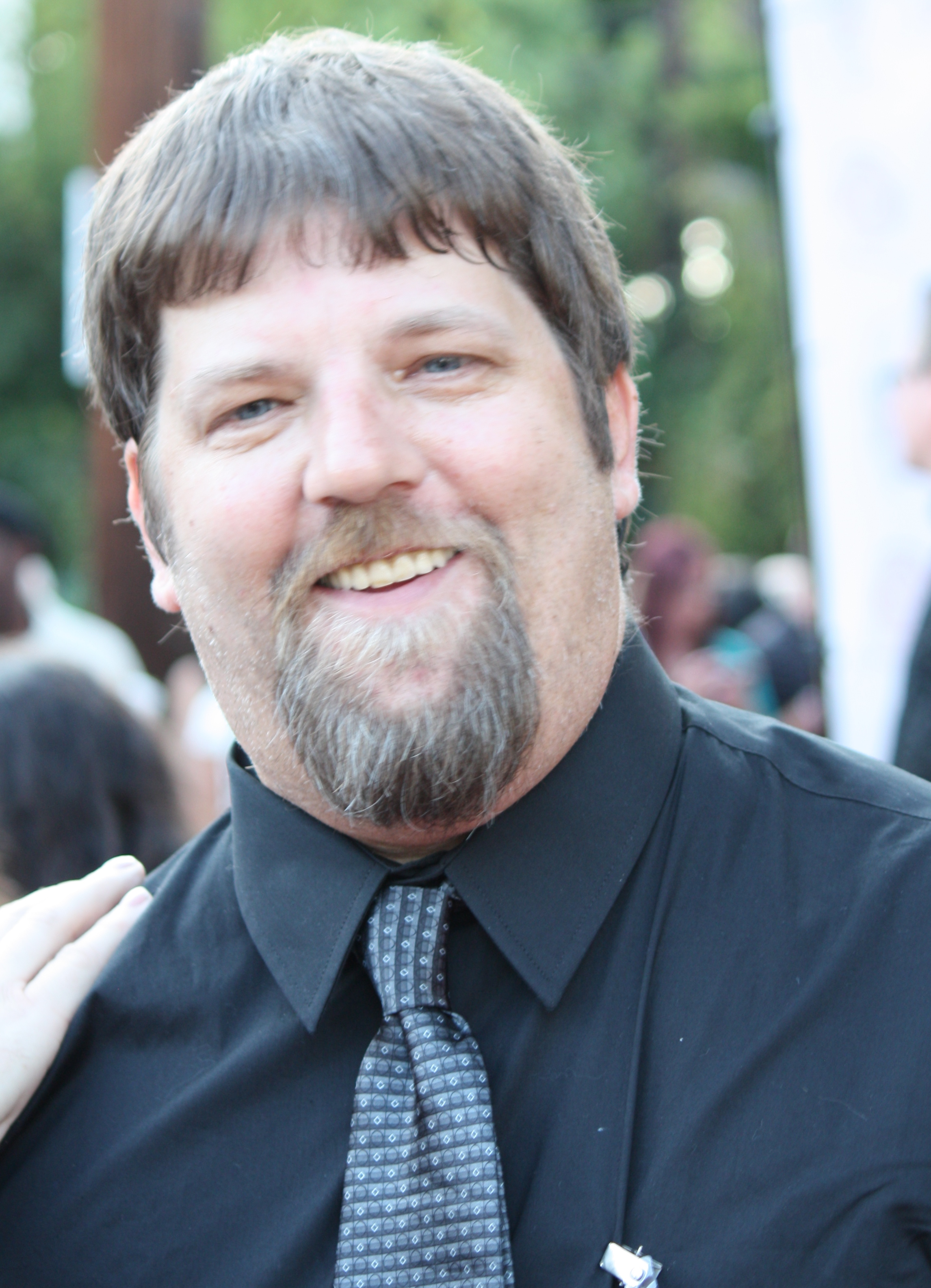

데이빗 W. 하퍼(David W. Harper, 1961년 10월 4일 ~ )는 미국의 영화배우, 텔레비전 배우이다.
애빌린에서 태어났다.

## 방송
- 월튼네 사람들

## 영화
- 커런트 (2014년)
- 후레치 (1985년)
- 남북전쟁 (1982년)
- 워킹 톨 3 (1977년)
- 월튼네 사람들 (1972년)
- 홈커밍 - 크리스마스 스토리 (1971년)